# Dicrotendipes socionotus
Dicrotendipes socionotus är en tvåvingeart som beskrevs av Guha, Chaudhuri och Nandi 1982. Dicrotendipes socionotus ingår i släktet Dicrotendipes och familjen fjädermyggor. Inga underarter finns listade i Catalogue of Life.